# Presbytère de Champteussé-sur-Baconne
Le presbytère de Champteussé-sur-Baconne est un presbytère situé à Champteussé-sur-Baconne, en France.

## Localisation
Le presbytère est situé dans le département français de Maine-et-Loire, sur la commune de Champteussé-sur-Baconne.

## Historique
Ce presbytère date du XVIIe siècle.
Il est inscrit au titre des monuments historiques en 1984.